# Kronika Nabonida

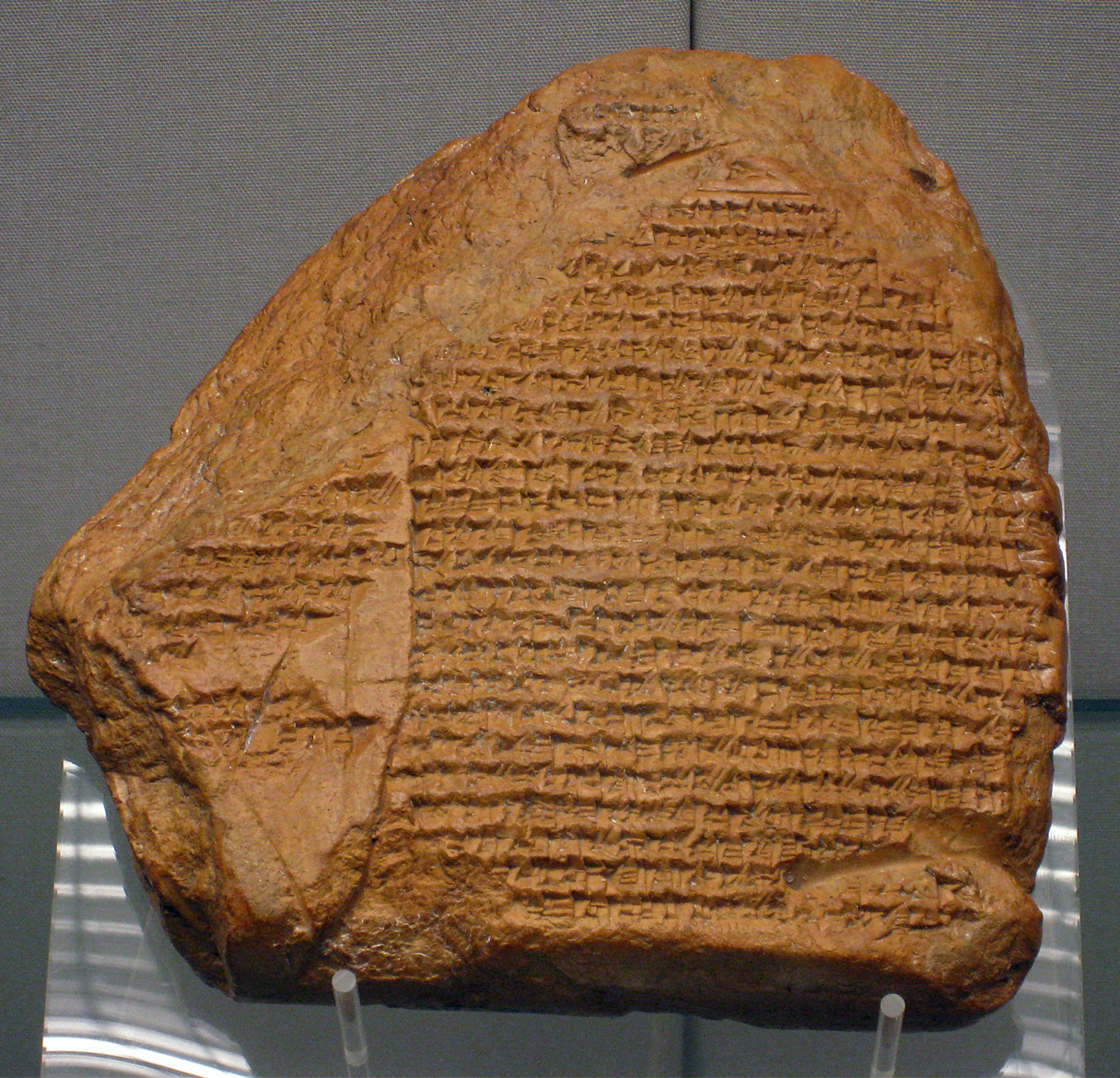
Uszkodzona tabliczka BM 35382 z tekstem Kroniki Nabonida wystawiana w Muzeum Brytyjskim

Kronika Nabonida, znana też jako Kronika ABC 7 (Grayson) i Kronika CM 26 (Glassner) – dzieło piśmiennictwa babilońskiego opisujące wydarzenia w Mezopotamii począwszy od wstąpienia na tron babiloński Nabonida (556 r. p.n.e.) aż do okresu wkrótce po zdobyciu Babilonu przez Cyrusa II Wielkiego (539 r. p.n.e.). Wbrew swej nazwie kronika ta nie dotyczy jedynie samego Nabonida, ale opisuje też dojście do władzy perskiego króla Cyrusa II Wielkiego, upadek państwa nowobabilońskiego i założenie imperium perskiego. Tekst znany jest tylko z jednej zachowanej kopii zapisanej na mocno uszkodzonej tabliczce BM 35382 przechowywanej obecnie w Muzeum Brytyjskim.

## Tabliczka
Uszkodzona, pochodząca z Babilonu tabliczka BM 35382 ma długość 13,97 cm i szerokość 14,60 cm. Datowana jest na III–II wiek p.n.e. (panowanie Seleucydów). Po każdej stronie tabliczki tekst podzielony jest na dwie kolumny. Tabliczka jest uszkodzona w ten sposób, iż brak jest większości pierwszej i czwartej kolumny, dołu drugiej kolumny i góry trzeciej kolumny. Na końcu tabliczki wydaje się znajdować kolofon, z którego jednak odczytać można jedynie słowo „Babilon”. Tekst kroniki zapisany jest dialektem babilońskim języka akadyjskiego.

## Tekst
Uszkodzony początek kroniki opisywał najprawdopodobniej wstąpienie Nabonida na tron Babilonu i wydarzenia z 1 roku jego panowania. We fragmencie tym odczytać można jedynie informację o jednym wydarzeniu – wyprawie wojennej do Hume. W sekcji dotyczącej 2 roku panowania Nabonida możliwa do odczytania jest jedynie nazwa własna – Hamat. Mocno uszkodzona sekcja dotycząca 3 roku panowania tego króla zawierała opis kolejnej jego wyprawy wojennej na zachód. Dalej jest duża luka w tekście, a gdy znów staje się on czytelny, autor kroniki opisuje już wydarzenia z 6 roku panowania Nabonida. Mowa jest tu o bitwie stoczonej pomiędzy Astyagesem a Cyrusem II Wielkim, zakończonej zwycięstwem tego drugiego, a także o złupieniu Ekbatany, stolicy Astyagesa. Sekcja dotycząca 7 roku mówi już o pobycie Nabonida w oazie Tema. W Babilonie święto akitu się nie odbyło, ale złożone zostały dary bogom Babilonu i Borsippy. Następna sekcja zaczyna się słowami „ósmy rok”, po których intencjonalnie pozostawiono niezapisane miejsce – skryba najprawdopodobniej nie dysponował wpisem dotyczącym tego roku i planował uzupełnić je później. Przy opisie wydarzeń z 9 roku ponownie mowa jest o pobycie Nabonida w oazie Tema i o braku obchodów święta akitu. Opisana jest tu również śmierć królowej matki i żałoba po niej. W końcu sekcji wspomniana jest jeszcze wyprawa wojenna Cyrusa II Wielkiego, którą mógł być jego atak na Lidię, w trakcie której zdobyta została jej stolica, Sardes (tekst jest uszkodzony). W 10 roku panowania Nabonid wciąż przebywał w Temie, a święto akitu ponownie się nie odbyło. Pod koniec tej sekcji mowa jest jeszcze o jakimś wydarzeniu, ale tabliczka jest zbyt uszkodzona by dało się odczytać tekst w tym miejscu. Sekcja dotycząca 11 roku panowania ponownie zaczyna się informacją o pobycie Nabonida w oazie Tema i o braku obchodów święta akitu. Następnie jest duża luka w tekście, w której opisane być musiały wydarzenia z 12, 13, 14 i 15 roku panowania Nabonida. Z następnego zachowanego fragmentu, dotyczącego wydarzeń z 16 roku panowania, można odczytać jedynie pojedyncze wyrazy. Kolejny długi zachowany fragment, dotyczyć musi niewątpliwie 17 i ostatniego roku panowania Nabonida. Pierwszym opisanym tu wydarzeniem są obchody święta akitu. Następnie mowa jest o tym, że bogowie z różnych babilońskich miast (z wyjątkiem bogów z Borsippy, Kuty i Sippar) wkroczyli do Babilonu. Kolejnymi opisanymi wydarzeniami są bitwa pod Opis (w której wojska perskie pokonały wojska babilońskie) i zdobycie przez Persów miasta Sippar. Sam Babilon zdobyty zostaje bez walki, a Nabonid zostaje schwytany. Kronikarz podkreśla łagodność Persów w traktowaniu Babilończyków i radość z jaką przyjęto Cyrusa II Wielkiego w Babilonie. W mieście tym Cyrus wyznaczył lokalnych zarządców i rozkazał zwrócić zebrane tu posągi bóstw do ich miast. Następnie wspomniana jest śmierć żony króla i żałoba po niej. Dalej z powodu uszkodzenia tabliczki odczytać już można jedynie pojedyncze słowa, w tym imię Kambyzesa I, syna Cyrusa, oraz imiona bogów Nabu i Marduka (Bela).

## Przynależność historiograficzna
W starożytności istniały dwie diametralnie różniące się od siebie historiograficzne tradycje dotyczące Nabonida. Jedną z nich, przychylną mu, reprezentuje Król sprawiedliwości, babiloński tekst w języku aramejskim, w którym przedstawiany jest on jako prawy i sprawiedliwy król. Druga tradycja, wroga Nabonidowi, czerpała z informacji ze źródeł perskich z czasów Cyrusa II Wielkiego, które starały się przedstawić Nabonida w złym świetle. Tradycję tę reprezentują Poetycka relacja o Nabonidzie z czasów perskich i Chronograficzny dokument dotyczący Nabonida zachowany w kopii z czasów partyjskich. Kronika Nabonida należała zdecydowanie do tej drugiej tradycji.